# Papežská biblická komise
Papežská biblická komise (it. Pontificia commissione biblica) je komise pracující v Římské kurii, která je součástí Kongregace pro nauku víry, jejímž úkolem je rozvoj a dohled nad biblickými studii.

## Vznik a vývoj
V roce 1902 založil papež Lev XIII. papežskou biblickou komisi (Commissio Pontificia de Re Biblica) s velmi širokými kompetencemi. Ty ještě rozšířil papež Pius X., který dal komisi právo udělovat kanonické tituly licenciátu a doktorátu v biblických vědách Svou nynější podobu dostala komise po 2. vatikánském koncilu, v roce 1971.

## Současné podoba komise
V čele komise stojí její prezident, kterým je prefekt Kongregace pro nauku víry. Jemu pomáhá sekretář (viceprezident), vybíraný z dvaceti členů komise. Členy komise jmenuje papež na návrh předsedy na dobu pěti let, s možností dalšího jmenování.